# Dohnanyi
Släkten von Dohnányi alternativt von Dohnanyi är en känd släkt
- Ernst von Dohnányi (1877–1960), ungersk pianst och komponist
- Hans von Dohnanyi (1902–1945), tysk jurist och motståndsman
- Klaus von Dohnanyi (född 1928), tysk politiker (SPD)
- Christoph von Dohnányi (född 1929), tysk dirigent
- Justus von Dohnányi (född 1960), tysk skådespelare